# Suseł tienszański
Suseł tienszański (Spermophilus nilkaensis) – gryzoń z rodziny wiewiórkowatych, zamieszkujący góry i doliny otaczające wschodni brzeg Issyk-kul od Terskej Ałatoo po pasmo Ketpen w Tienszanie, we wschodnim  Kirgistanie, a także w Kazachstanie i regionie autonomicznym Sinciang w Chinach. Zakres występowania tego gatunku jest allopatyczny w stosunku do susła reliktowego, który zamieszkuje tereny w zachodniej części Tienszan.